# Franz Korwan

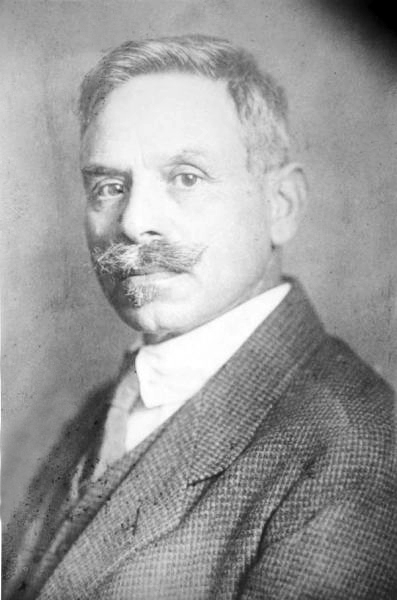
Franz Korwan alias Sally Katzenstein

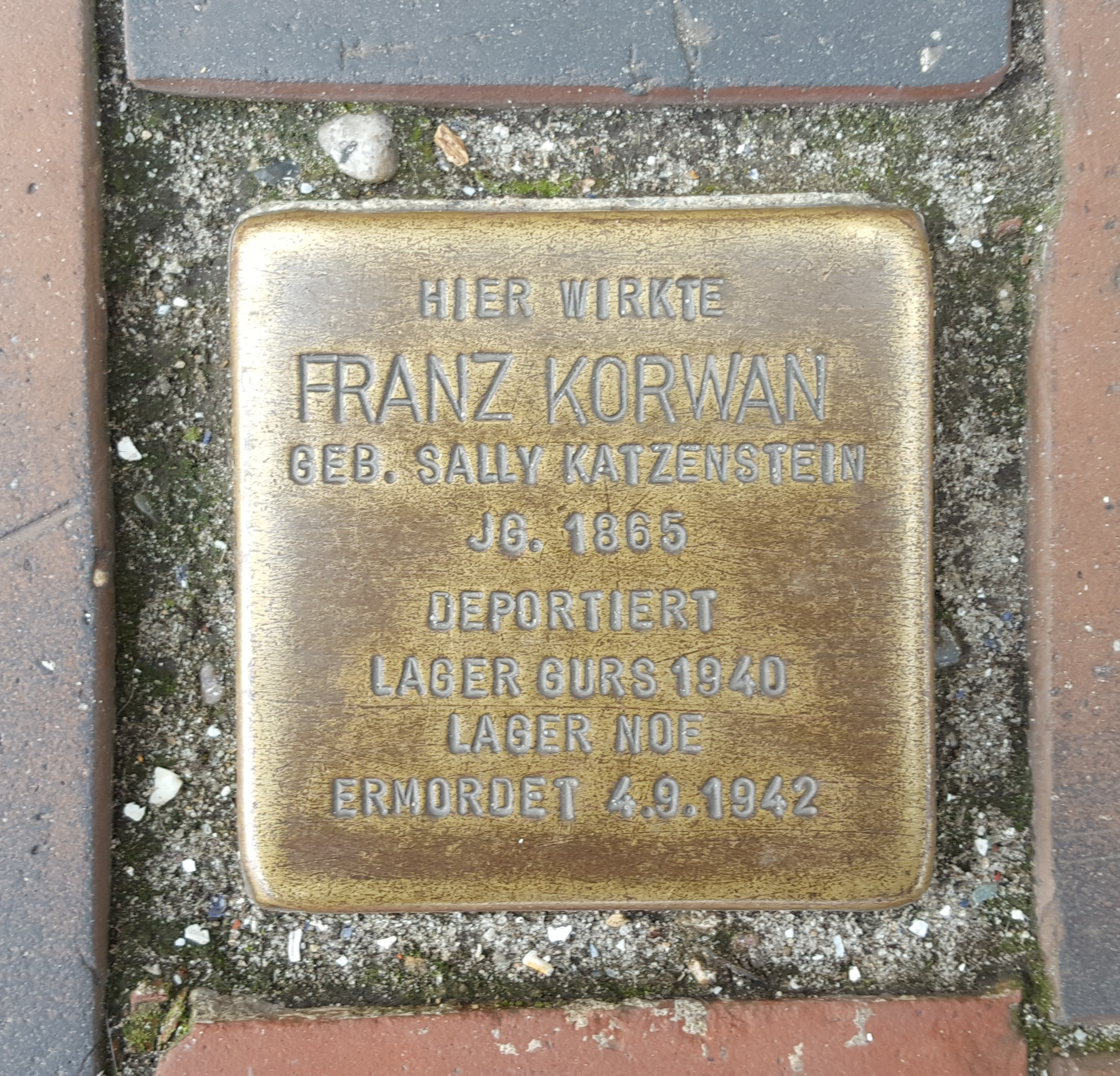
Stolperstein in Westerland

Franz Korwan (Künstlername), geboren als Sally Katzenstein, (* 27. Oktober 1865 in Heinebach in der heutigen Gemeinde Alheim (bei Melsungen und Kassel), Hessen, Deutschland; † 4. September 1942 im Internierungslager von Noé (Haute-Garonne) bei Toulouse, Frankreich) war ein deutscher Landschaftsmaler und Kommunalpolitiker auf Sylt. Er wird zur Düsseldorfer Malerschule gezählt.

## Leben
Franz Korwan (diesen Künstlernamen trug er ab 1924 offiziell nach ministerieller Genehmigung) wurde unter dem Namen Sally Katzenstein am 27. Oktober 1865 in Heinebach als Sohn von Baruch Katzenstein und der Jenni Katzenstein (geb. Wolff) geboren. Franz Korwan war Jude, der später, 1908, zum evangelischen Glauben übertrat. Seine Vorfahren Katzenstein lebten seit mehreren Generationen in Heinebach-Alheim. Der kleine Ort besaß damals eine seit Mitte des 17. Jahrhunderts schriftlich nachweisbare jüdische Gemeinde (1861: 80 Personen) mit einer Synagoge und einer Israelitischen Elementarschule. Korwan studierte ab 1887 zwei Jahre bei Eugen Dücker an der Düsseldorfer Akademie und kam mit dessen Malklasse 1888 erstmals nach Sylt. Später unternahm er Studienreisen nach Italien, verbrachte dabei längere Zeit in Florenz. Er studierte in den 1890er Jahren zwei weitere Jahre an der Akademie in Berlin als Meisterschüler von Eugen Bracht. Korwan lebte wechselnd in Westerland, Berlin und Hamburg. Er öffnete sein Atelier in Westerland für kaufkräftige Kurgäste und salonähnliche Teegesellschaften prominenter Besucher. Er beschickte seit 1890 große Ausstellungen in München und Berlin mit Sylter Motiven. Korwan engagierte sich stark in der Kommunalpolitik von Sylt. Unter anderem setzte er sich dafür ein, dass Westerland ab 1905 Stadtrechte erhielt. Korwan war Mitglied im Aufsichtsrat der Sylter Dampfschifffahrt-Gesellschaft, organisierte und verwaltete die städtische Sparkasse und war zweimal gewählter Ratsmann der Westerländer Gemeinde. Er engagierte sich für die Belebung des Tourismus und entwarf zahlreiche Illustrationen für Sylter Plakate, Postkarten und Werbeblätter. Die Ehe mit der Westerländerin Franziska Achenbach (Heirat 1894, 1895 Geburt der Tochter Erna) wurde 1920 geschieden. Korwan zog 1921 von Westerland nach Keitum zu seinem Mäzen, dem Hamburger Juden und Kaufmann Julius Saenger in eine Einliegerwohnung mit Atelier. Nach dem Tod Saengers im Jahr 1929 lebte Korwan mit der Witwe Elsa Saenger zusammen in Lebensgemeinschaft. 1937 verließ Korwan zusammen mit Elsa Saenger die Insel Sylt und zog nach Wiesbaden, später nach Baden-Baden. 1940 wurde er in Baden-Baden verhaftet und in das Internierungslager Gurs (nordöstlich der Pyrenäen, Südfrankreich), später in das Sammellager Noé (südlich von Toulouse), Frankreich deportiert, wo er 1942 starb.

## Sujets
Franz Korwan wirkte vor allem als Landschaftsmaler. Seine Motive fand er vor allem an der Küste der Nordseeinsel Sylt, ihren Dünen- und Heidelandschaften, in maritimen Ansichten und Darstellungen bäuerlicher Gehöfte der Insel, diese häufig staffiert mit Schafherden, Kuhgespannen etc.
Die vielen Malern der Düsseldorfer Malerschule eigene silbrig lichte Palette ergänzte er durch kräftige Töne, insbesondere in Abendstimmungen. Die Malerei Korwans zeigt sich stark vom Impressionismus beeinflusst, was besonders bei der Darstellung des Wassers als auch des hohen Himmels und den Wolken deutlich wird. Selten treten in seinen Arbeiten erkennbare Personen auf, es sind nur wenige Porträts von seiner Hand bekannt.

## Ausstellungen (Auswahl)

### Einzelausstellungen
- Franz Korwan. "Ich gehe schweren Herzens von der Insel …", Sylter Heimatmuseum, heute Sylt Museum, Keitum 2015.

### Beteiligungen
- Künstlerinsel Sylt, Schleswig-Holsteinisches Landesmuseum, Schloss Gottorf, Schleswig 1983/84.
- Neuerwerbungen und Bilder aus dem Bestand des Söl'ring Foriining, mit Albert Aereboe, Andreas Dirks, Otto Eglau, Carl Christian Feddersen, C. P. Hansen, Richard Kaiser, Hugo Köcke, Ingo Kühl, Walther Kunau, Dieter Röttger, Siegward Sprotte, Helene Varges, Magnus Weidemann u. a., Sylter Heimatmuseum, heute Sylt Museum, Keitum  2003.

## Werke in Sammlungen
Die meisten seiner in der Regel in Öl auf Karton oder auf Leinwand ausgeführten Arbeiten befinden sich heute in Privatsammlungen. Die gefälligen Motive, die bemerkenswerte Farbigkeit, das Licht des Nordens, die besondere und mit Sylt stark verwobene Biographie bestimmen das anhaltende Interesse und die Nachfrage nach Korwans Werken. Regelmäßig finden Arbeiten Korwans im Sylter Kunsthandel und bekannten Auktionshäusern in Norddeutschland und Dänemark ihre Liebhaber und Sammler.
Nennenswerte Werke in öffentlichen Sammlungen sind der Bestand in der Kunstsammlung der Gemeinde Sylt und zwei Werke im Museum für Kommunikation Frankfurt, darunter auch das Ölgemälde „Postbeförderung zwischen Hoyer und Sylt“ von 1892, das die in strengen Wintern über das vereiste Watt aufrechterhaltene Postbeförderung per Eisboot zeigt.
Weiteres Wirken: Korwan restaurierte 1908 das noch heute als Heimatmuseum dienende Altfriesische Haus in Keitum, schuf 1913 die Innenausmalung der Kirche St. Severin (Keitum) mit Blumenornamenten und Sternbildern und entwarf um 1902 ein großformatiges Plakat für das Nordseebad Westerland. Korwan schuf auch Postkarten mit Ansichten von Sylt.

Postbeförderung zwischen Hoyer und Sylt, Öl auf Leinwand, Museum für Kommunikation Frankfurt
Segelboote vor Sylt, Öl auf Karton, Privatsammlung
Postkarte, Es ist eine alte Geschichte, Doch bleibt sie immer neu, Und wem sie just passieret, Dem bricht das Herz entzwei.
Postkarte, Friesisches Interieur
Postkarte, Alte Friesenstube
Postkarte, Brandung von Sylt
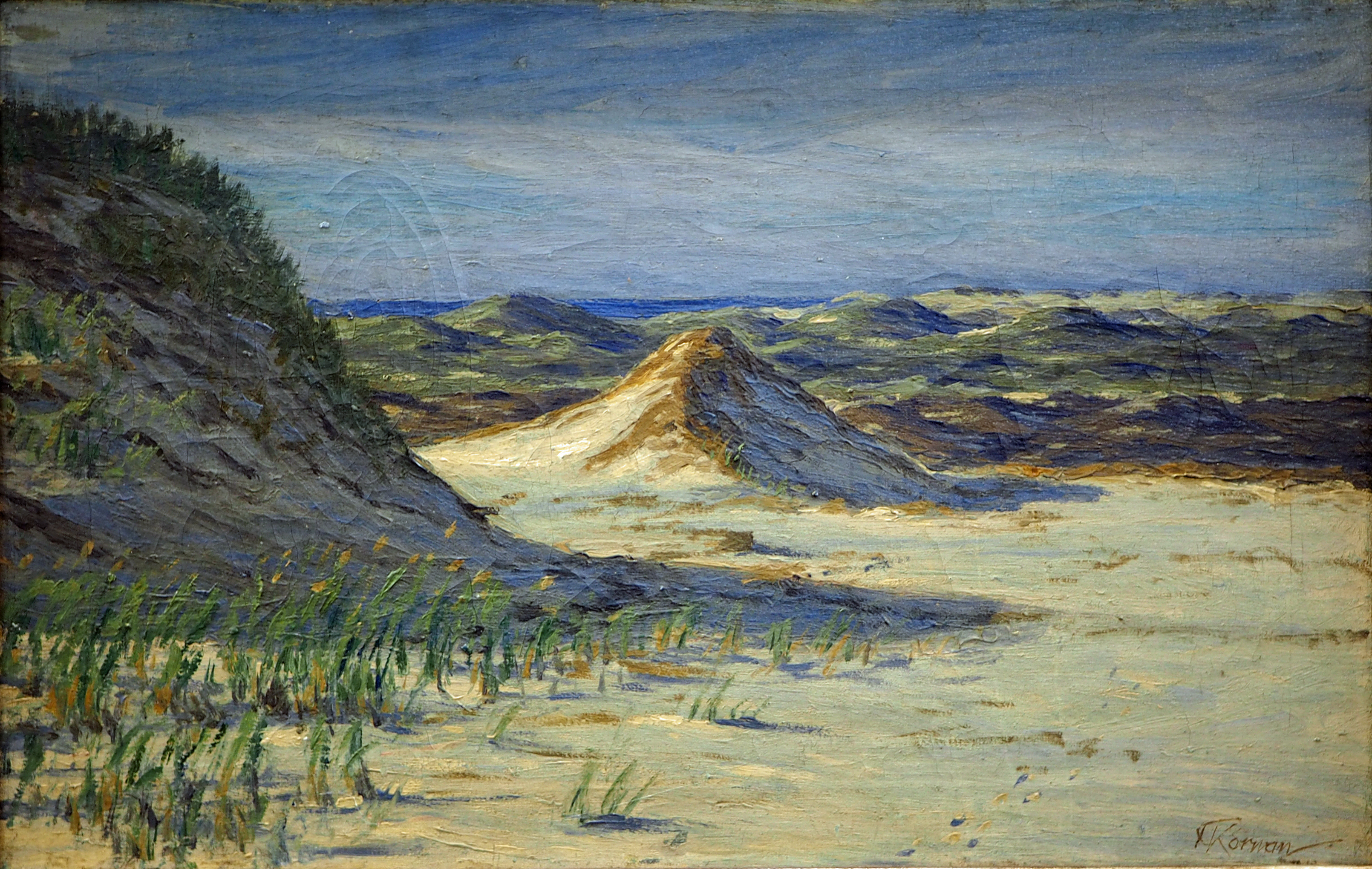
Sylter Dünen, Öl auf Leinwand, ohne Jahr, Dr. Axe-Stiftung (Bonn)
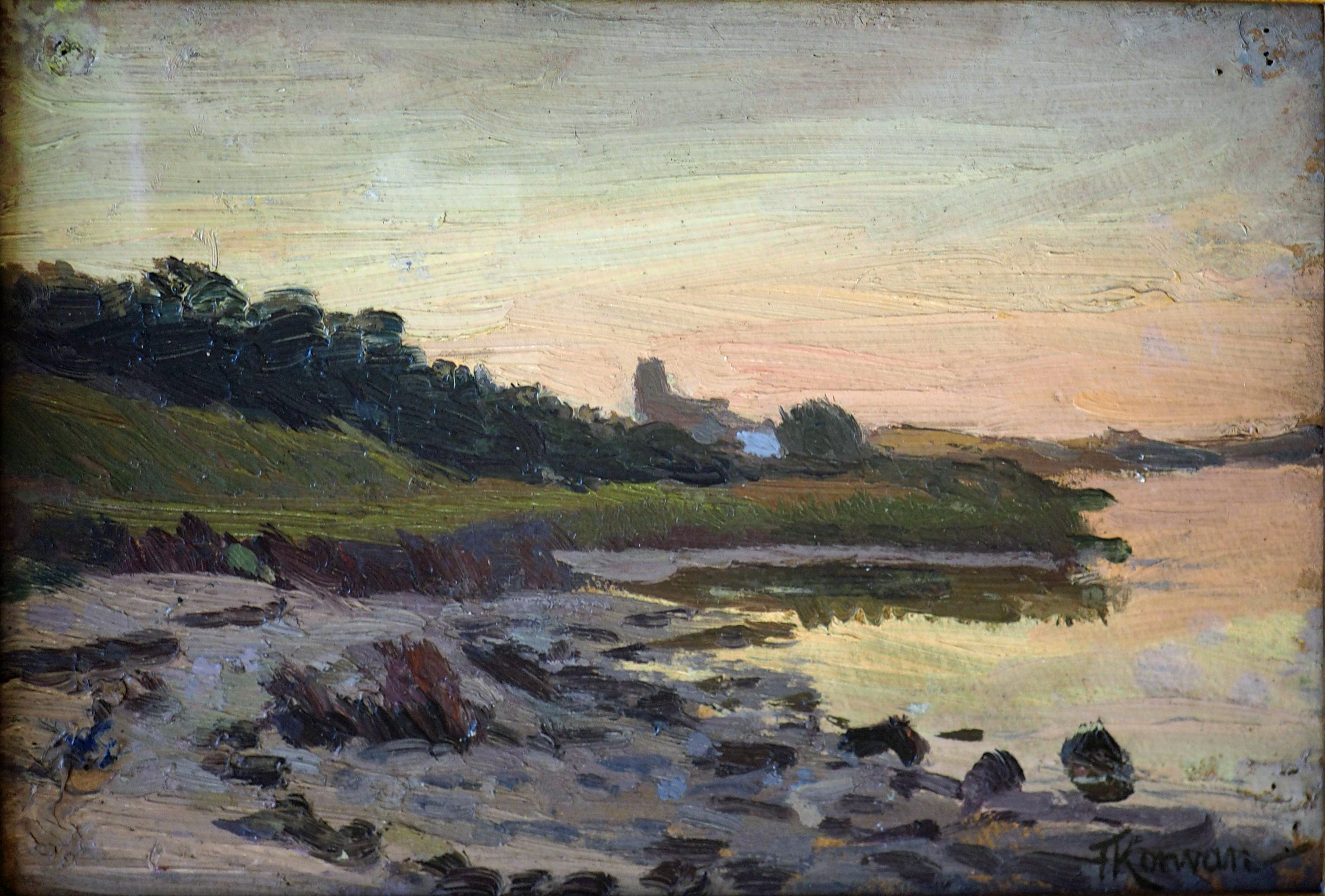
Strand bei Sonnenuntergang mit Blick auf St. Severin, Keitum, Dr. Axe-Stiftung (Bonn)

## Signatur

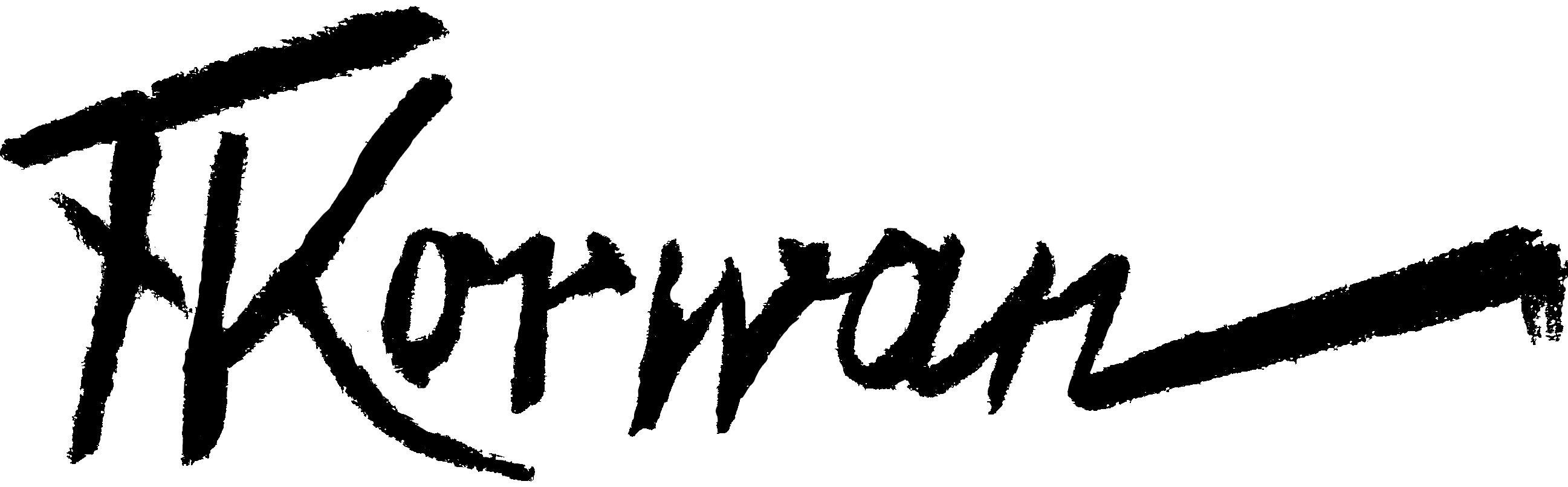
Signatur Franz Korwan

Typischerweise findet sich die leserliche, in kantig verbundenen Buchstaben als Handschrift gesetzte Signatur der Gemälde häufig rechts oder links unten als F Korwan oder als Korwan, in der Regel ohne Jahreszahl. Der Buchstabe K erscheint markant ausladend, die Buchstaben F und K stehen dicht. Selten signierte er mit S Katzenstein.

## Spuren und Gedenken
- Im Süden von Westerland auf Sylt gibt es am Rand des Wohngebietes den Franz-Korwan-Weg.
- In der Strandstraße 12 in Westerland, vor seinem ersten Atelier, gibt es einen Gedenkstein (Stolperstein) für Franz Korwan. Weitere liegen in Keitum und in Baden-Baden.
- Zum 150. Geburtstag des Künstlers veranstaltete das Heimatmuseum Keitum/Sylt von Mai bis Oktober 2015 eine Sonderausstellung